# Лисичине
Лисичине (біл. вёска Лісічына) — село в складі Крупського району Мінської області, Білорусь. Село підпорядковане Холопеницькій сільській раді, розташоване в східній частині області.
Рішенням Мінської обласної ради депутатів від 30 жовтня 2009 року, щодо змін адміністративно-територіального устрою Мінської області, село Лисичине, уже колишньої Яновщинської сільської ради, підпорядковане Холопеницькій сільській раді.